# Thermopylae (Schiff, 1868)

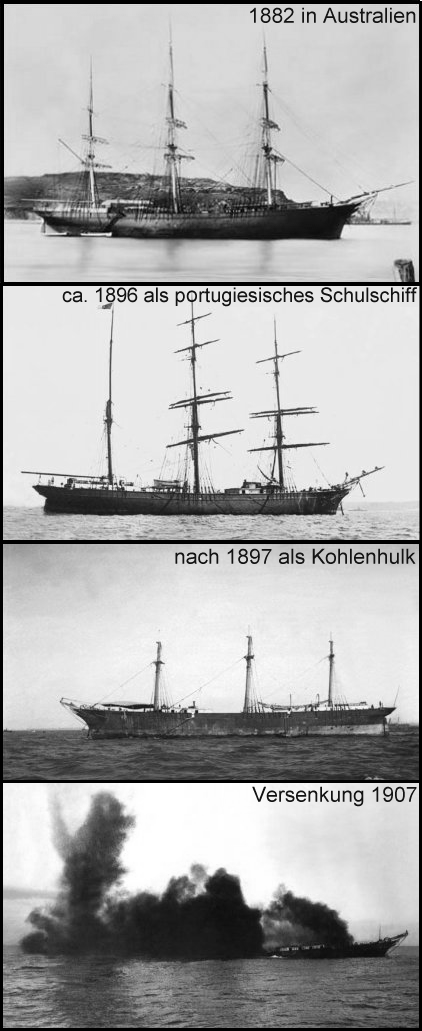
Die Thermopylae – 1868 bis 1907

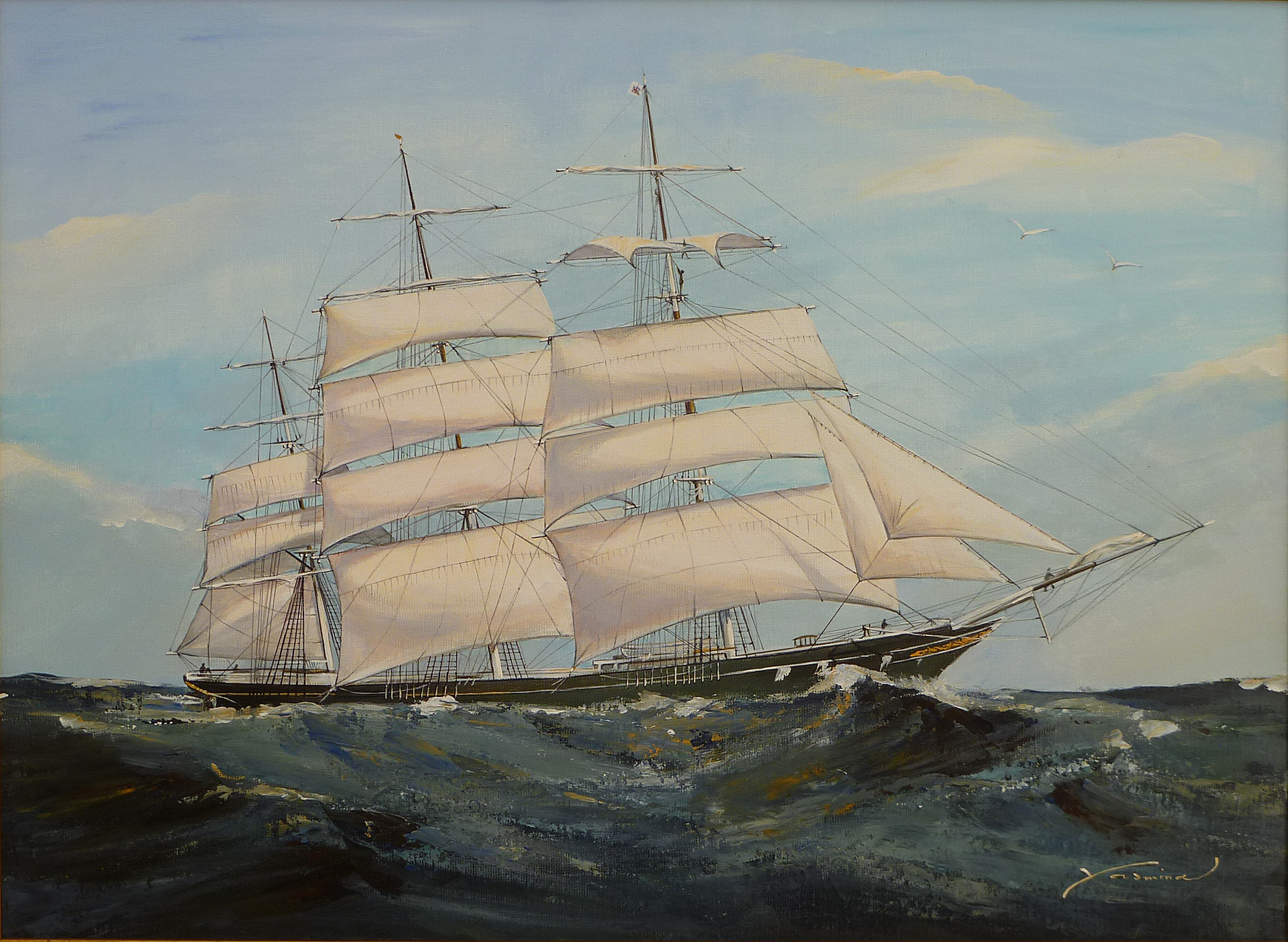
Die Thermopylae auf einem modernen Gemälde (2012)

Der Klipper Thermopylae (benannt nach dem antiken Schlachtenort am Thermopylenpass) – später Pedro Nunes – war ein britisches Segelschiff, das 1868 in Aberdeen für die Aberdeen Line (George Thompson & Co) vom Stapel lief. Sie war in Kompositbauweise gebaut: Die inneren tragenden Teile bestanden aus Eisen, die Beplankung aus Holz. Die Thermopylae hatte eine Länge über alles von 88,4 m, eine Breite von 11,7 m und einen Tiefgang von 6,8 m. Die Höhe des Großmastes betrug 52 m. Ihre Verdrängung betrug 1.300 Tonnen. Konstrukteur war der Londoner Schiffbauingenieur Bernard Waymouth. Als Galionsfigur führte das Schiff eine Skulptur des Spartanerkönigs Leonidas, der bei der Schlacht bei den Thermopylen im Jahr 480 v. Chr.gefallen war.
Zusammen mit der Cutty Sark, gleichfalls einem Klipper, galt sie auf Langstrecken als schnellstes Schiff ihrer Zeit. Die Thermopylae wurde hauptsächlich als Teeklipper auf der Route von China nach London eingesetzt; hier war Geschwindigkeit entscheidend, da für den ersten Tee der Saison hohe Preise erzielt werden konnten. Ihre Jungfernfahrt absolvierte die Thermopylae ab November 1868 von Gravesend (Kent) nach Melbourne, wobei sie einen bis heute gültigen Weltrekord für Segelschiffe aufstellte, indem sie von Kap Lizard bis Melbourne lediglich 62 Tage benötigte.
1872 schlug sie die Cutty Sark in einem damals weithin beachteten „Rennen“, bei dem die Schiffe am selben Tag in Shanghai in See gingen. Die Thermopylae erreichte London eine Woche vor der Cutty Sark (die freilich zunächst mit weitem Vorsprung vorne gelegen hatte, ehe sie am Ausgang der Sundastraße ihr Ruder verlor). Die offiziellen Logbücher beider Schiffe über diese Fahrt sind erhalten. Der Cutty Sark gelang es erst 1885, schneller als die Thermopylae zu segeln.
Mit dem Bau des Sueskanals und dem Aufkommen von Dampfschiffen verloren die Teeklipper an wirtschaftlicher Bedeutung; 1890 wurde die Thermopylae zunächst an kanadische Eigentümer verkauft. 1896 erwarb die portugiesische Marine das Schiff; es wurde zur Bark umgeriggt und unter dem Namen Pedro Nunes als Segelschulschiff eingesetzt. Doch schon 1897 wurde es abgetakelt, lag dann 10 Jahre als Hulk auf Reede und wurde 1907 vor Cascais (Portugal) versenkt.